# Теория на познанието
Теория на познанието (или гносеология) е дял на марксистката философия, в който се изучава взаимоотношението между обекта и субекта в процеса на познавателната дейност, отношението на знанието към действителността, възможността за познание на света от човека, критериите за истинност и достоверност на знанието. Теорията на познанието изследва същността на познавателното отношение на човека към света, неговите изходни условия и всеобщи основания.

## Предмет на изследване
- Отношението между съзнанието и материята;
- Идеално и материално;
- Критерии за достоверност на знанието;
- Съотношение между сетивно и логическо;
- Проблема за отражението;[1]